# Antoine de Lamothe-Cadillac

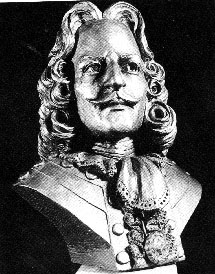
Antoine de Lamothe-Cadillac

Antoine de Lamothe-Cadillac (geboren Antoine Laumet, Saint-Nicolas-de-la-Grave, 5 maart 1658 - 16 oktober 1730) was een Frans ontdekkingsreiziger en koloniaal bestuurder.

## Carrière
Antoine Laumet verliet Frankrijk voor Amerika in 1683 en mat zich de adellijk klinkende naam Antoine de Lamothe, sieur de Cadillac aan. Hij voer op handelsschepen en mogelijk ook op schepen van kapers en deed kennis op van de Amerikaanse kusten. Met deze kennis kreeg hij in 1690 een aanstelling in de Franse marine. In 1694 werd hij aangesteld als commandant van de Franse forten bij de Grote Meren. Hij stichtte in 1701 Fort Pontchartrain du Detroit, het latere Detroit. Enkele jaren later werd hij een tijdlang gevangen gezet in Montreal op beschuldigingen van illegale handel in bont en alcohol.
In 1710 werd hij door koning Lodewijk XIV aangesteld als gouverneur van Louisiana. Voor hij zijn post opnam, reisde hij eerst terug naar Frankrijk om daar investeerders te zoeken. Hij verwierf de steun van de rijke Antoine Crozat. Pas in 1713 kwam hij aan in Louisiana. Hij leidde een expeditie langs de Mississippi op zoek naar delfstoffen. Cadillac verloor de steun van Crozat en werd in 1716 teruggeroepen naar Frankrijk. Daar zat hij vier maanden opgesloten in de Bastille. Na zijn vrijlating trok hij zich terug in Castelsarrasin. 

## Eerbewijzen
In Detroit, de stad die hij heeft gesticht, wordt Antoine de Lamothe-Cadillac herdacht met een standbeeld in het stadscentrum. Het automerk Cadillac uit Detroit werd naar hem genoemd. Ook Cadillac Mountain in Maine werd naar hem genoemd.

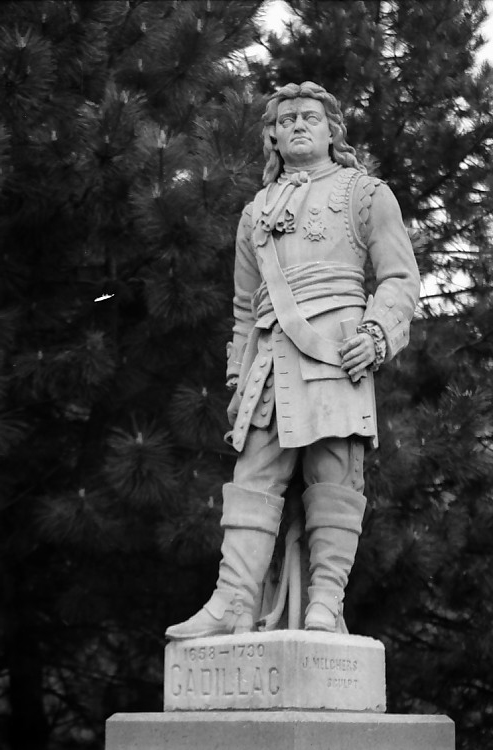
Standbeeld in Detroit City Hall
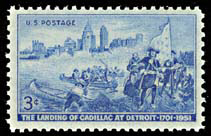
Amerikaanse postzegel (1951)